# Monstera acuminata
Espèce
Monstera acuminata est une espèce de plantes de la famille des Aracées originaire d'Amérique centrale.